# 魁北克主权运动

魁北克省（紅色部分）在加拿大位置

魁北克主权運動（法語：Mouvement souverainiste du Québec）指的是追求加拿大魁北克省實現獨立建國或擁有更多自治權的政治運動。魁北克在歷史上曾是法國殖民地，現在其民眾亦大多講法語，這與说英語的加拿大其他地区有顯著的不同。該次運動自1960年代開始逐漸出現的獨立運動，除了導致暴力衝突，並二度引發了加拿大憲法的危機，經過最高法院的判決，並頒布清晰法案後政府才控制住了魁獨勢力。

## 歷史背景
1960年，魁北克爆发寂静革命，魁北克省政府开始从教会手中接管教育体系，而当地的法裔居民对自己的身份认同也从法裔加拿大人变成魁北克人，认为自己既不属于法国也不属于加拿大，而是应该成为一个独立的主权国家，自此魁北克独立逐步成为魁北克政坛的主流声音。
1967年6月，时任法国总统夏尔·戴高乐在蒙特利尔世博会期间访问加拿大，但他在蒙特利尔市政厅出乎意料的发表了魁北克自由万岁（Vive le Québec Libre）的演讲，激起了法裔居民对自己文化和语言的自豪感，雖然加方表達不滿，魁北克独立运动开始成为魁北克的主流民意。但此次演讲导致法加关系陷入低谷，而戴高乐也因此提前结束访问加拿大的行程返回巴黎，他本人也被加拿大政府列为不受欢迎人士。此后法国政府经常庇护魁北克独立人士，而直到2008年时任法国总统尼古拉·萨科齐才公开宣布法国政府不再支持魁北克独立。

## 企圖獨立
1970年，魁北克人党成立并开始参加魁北克省议会竞选，并于1976年成为省议会的绝对多数党，该党执政后通过了极具争议性的魁北克省101法案，该法案规定法语为魁北克省唯一的官方语言，并且该法案限制英语在魁北克省的使用，至今该法案仍然有效，很多在魁北克生活的英裔人士认为这是对魁北克人党迫使英语人口离开魁北克省的手段。
同样是在1970年，魁北克省爆发十月危机，魁北克解放阵线在当年10月5日绑架了魁北克省劳工部长皮埃尔·拉波特和英国驻蒙特利尔贸易代表詹姆斯·克罗斯，但由于时任加拿大总理皮埃尔·特鲁多的强硬态度并宣布魁北克省戒严，最终该事件以拉波特被杀而克罗斯被释放而解决，几名绑架者也被加拿大政府允许离境前往古巴，而行動失敗使得用暴力手段追求魁北克独立的团体也失去支持，通过和平方式让魁北克独立成为主流民意。
1980年，魁北克舉行獨立公投，結果獨立被否決。1995年10月30日，魁北克再次舉行獨立公投，結果反對獨立一派僅以50.6％的得票險勝獨立派。兩次都是魁北克提出的，並且差一點導致國家分裂的危害，加方開始針對法理問題做出處置。
1996年9月30日，狄安遞交三個問題給加拿大最高法院，以釐清最高法院對魁獨案裁決的憲法爭議：
1. 以加拿大憲法為本，魁北克國民大會，立法機關或政府是否有權單方面的在法理上脫離加拿大？
2. 國際法是否賦予魁北克的國民大會，立法機關或政府可以有權單方面進行魁北克脫離加拿大的行為？關於此，在國際法上是否賦予魁北克的國民大會，立法機關或政府自決權力以法理上單方面的從加拿大獨立？
3. 魁北克的國民大會，立法機關或政府法理上獨立的權力在民主與國際法衝突的情況下，在加拿大何者應優先考量？

1998年，最高法院的結論是依據國際法與加拿大法律來說魁北克沒有權力單方面獨立。然而，如果魁北克人表達出清楚的獨立意願，加拿大政府必須與魁北克省政府進行協商。這確認了加拿大國會有權確認是否公民投票的議題是否足夠明確以啟動這樣的協商，亦確保了加拿大憲法的效力，除非脫離聯邦的相關條文被參與的全部政黨同意，這些條文將必須尊重在憲法描述的民主原則、少數與個體權力。
出於地方利益與國家統一的考量，魁北克政府與加拿大政府都公開陳述他們非常滿意最高法院的觀點，加拿大確保了魁北克在公民投票選擇獨立結果為明顯的多數時，不能既而法理上自行從加拿大獨立，而需要加拿大國會的認定才有可能，魁北克滿意的則是加拿大政府將對魁北克進入獨立的協商負有“政治義務”，有助於在聯邦分配利益中討價還價。

## 阻止法理魁獨的《清晰法案》
最高法院判決不能單方面獨立後，維護加拿大統一的立法程序即開始。清晰法案（C-20草案）於1999年12月13日在下議院第一次被提出討論。在2000年3月15日被下議院通過，在6月29日最終版本由上議院通過，至此魁北克独立的危机得到控制。
清晰法案乃是針對1995年魁北克公民投票與該省推動中的魁北克獨立運動的回應。在1996年，改革黨下議院議員史蒂芬·哈珀提出了一個相似但寬鬆的個人動議，魁北克臨時動議（執行中的名稱為C-341草案），此法案為清晰法案的前身，但最後並未被通過。
自然的，清晰法案的內容依據加拿大最高法院1998魁北克脫離案的裁決作為參考，在让·克雷蒂安領導聯邦政府任內通過。加拿大在思想上也在壓制單方面魁獨，史蒂芬·哈珀在出任总理后提出“英語：”，定性魁北克人为统一的加拿大中之一民族。